# Erzbistum Trichur
Das Erzbistum Trichur (lateinisch Archidioecesis Trichuriensis) ist ein in Indien gelegenes Erzbistum der syro-malabarischen Kirche mit Sitz in Trichur, Kerala.

## Geschichte
Das Erzbistum Trichur wurde am 20. Mai 1887 von Papst Leo XIII. mit der Apostolischen Konstitution Quod iam pridem als Apostolisches Vikariat Trichur errichtet. Trichur und Kottayam waren die ersten für die katholischen Thomaschristen des chaldäischen Ritus eingerichteten Sprengel, jedoch anfangs noch unter lateinischen Titularbischöfen. 1896 ernannte man Einheimische zu Apostolischen Vikaren; am 21. Dezember 1923 wurde die ordentliche Hierarchie der katholischen Thomaschristen restauriert und dabei das Apostolische Vikariat Trichur von Papst Pius XI. mit der Apostolischen Konstitution Romani Pontifices zur Eparchie erhoben, wobei man es dem Erzbistum Ernakulam als Suffragandiözese unterstellte. Die Eparchie Trichur gab am 27. Juni 1974 Teile ihres Territoriums zur Gründung des Bistums Palghat ab. Eine weitere Gebietsabtretung erfolgte am 22. Juni 1978 zur Gründung des Bistums Irinjalakuda.
Die Eparchie Trichur wurde am 18. Mai 1995 von Papst Johannes Paul II. mit der Apostolischen Konstitution Ad augendum spirituale zum Erzbistum erhoben.

## Ordinarien

### Apostolische Vikare von Trichur
- Adolph Edwin Medlycott, 1887–1896
- Giovanni Menachery, 1896–1919
- Francis Vazhapilly, 1921–1923

### Bischöfe der Eparchie Trichur
- Francis Vazhapilly, 1923–1942
- George Alapatt, 1944–1970
- Joseph Kundukulam, 1970–1995

### Erzbischöfe von Trichur
- Joseph Kundukulam, 1995–1996
- Jacob Thoomkuzhy, 1996–2007
- Andrews Thazhath, seit 2007